# 東群馬信用組合
東群馬信用組合（ひがしぐんましんようくみあい）は、かつて群馬県伊勢崎市に本店を置いていた信用組合である。愛称は『Free Bee's bank』。2012年11月26日に高崎市に本店を置くかみつけ信用組合と合併、ぐんまみらい信用組合となった。
ATMでは、しんくみ お得ねっと提携信用組合のカードによる出金は自組合扱いとなる。

## ATMベンダ
日本ユニシス（日立のOEM）を採用している。

## 沿革
- 1953年12月 - 境信用組合として設立。
- 1960年7月 - 東群馬信用組合に改称。
- 2012年11月26日 - かみつけ信用組合と合併し、「ぐんまみらい信用組合」となる。